# Пасицельський монастир
Пасицельський монастир (можливо Високогорський Успенський чоловічий монастир) — православний монастир поблизу села Пасицели Ананьївського повіту Херсонської губернії Російської імперії.

## Історія існування
Час заснування монастиря невідомий. За спогадами місцевих жителів, монастир існував ще за часів панування на цих землях Єдисанської ногайської орди, що була у васальній залежності від Османської імперії, а, можливо, й раніше. Тобто, православний монастир існував ще до включення цих земель до Російської імперії.
За тих часів церква монастиря та келії були вбогими, плетеними з хмизу та обмазані глиною. З цієї причини на місці монастиря пізніше не залишилося і сліду.
Пізніше (близько 1790-?) була побудована дерев'яна церква.
На час існування монастиря (до кінця XVIII ст.) вода Тилігульського лиману доходила до цього місця і тут був рибний промисел, у якому брали участь і запорожці.
Церква монастиря по його скасуванні була продана і перевезена до села Понори Ананьївського повіту, де існувала від 1816 року як Покровська.
Єпархія, до якої належав монастир, називалася «Українською».
Нині на місці монастиря відкрито храм-каплицю преподобного Серафима Саровського; в селі діє також Свято-Казанський Скит Покровського Балтсько-Феодосіївського чоловічого монастиря (Московського патріархату) (47°49′49.4″ пн. ш. 29°40′48.5″ сх. д. / 47.830389° пн. ш. 29.680139° сх. д.)